# Plagiochila tricarinata
Plagiochila tricarinata là một loài rêu trong họ Plagiochilaceae. Loài này được Carl mô tả khoa học đầu tiên.
Danh pháp khoa học của loài này chưa được làm sáng tỏ. 